# Girls in Love
Girls in love is een Britse jongerenreeks over 3 meisjes met een typisch tienerleven, en al de problemen, ruzies, vriendschappen en vooral jongens die daarbij komen kijken. De reeks is gebaseerd op de boeken van Jacqueline Wilson. In België is deze serie momenteel te zien op Ketnet.
De school in de serie is in werkelijkheid de Manchester Grammar School, een jongensschool.

## Cast
- Ellie Allard (Olivia Hallinan)
- Magda (Zaraah Abrahams)
- Nadine (Amy Zwolek)
- Mark Allard (Ian Dunn)
- Anna (Sam Loggin)
- Dan (Tom Woodland)
- Russell (Adam Paul Harvey)
- Darius (Alp Haydar)

## Afleveringen

### Eerste seizoen
1 My big lie

Ellie Allard, een vrolijke tiener die haar eerste kus nog niet gehad heeft, begint haar derde jaar op de middelbare school. Wanneer blijkt dat haar twee beste vriendinnen, Nadine en Magda, allebei een vriendje hebben, verzint ze er zelf een. Thuis vertelt haar vader dat zijn vriendin, Anna, bij hen intrekt.
2 Getting lippy

Pete, een jongen van op school, geeft een feestje. De drie vriendinnen willen gaan, en omdat Ellie weet dat haar vader nee zal zeggen, vraagt ze het Anna. Die zegt ja, in ruil voor een wapenstilstand - ze hebben ruzie vanwege het samenwonen.
Nadine vertelt in vertrouwen over haar problemen met haar vriendje Liam. Ellie kan het niet voor zich houden en vertelt het Magda. Op het feestje krijgt Ellie haar eerste kus van Dan, een jongen die ze leerde kennen op vakantie.
3 How to look Eightteen

Wanneer Liam Nadine meevraagt naar een 18+club, vraagt zij op haar beurt Ellie en Magda mee omdat ze bang is om met hem alleen te zijn. Ellie liegt tegen haar vader en krijgt weer ruzie met Anna, tot deze uiteindelijk degene is die hen redt.
4 Drop the boy

Ellies vader en Anna kondigen aan dat ze gaan trouwen. Ellie is sprakeloos, maar haar belangrijkste prioriteit is het vinden van een date. Dan lijkt de meest logische keuze. Intussen wil Nadine haar relatie met Liam beëindigen, maar ze twijfelt. Magda wil haar helpen door haar te tonen hoe zij Greg dumpt, maar het lijkt erop dat hij haar voor is...
5 Express yourself

Vlak voor het huwelijksfeest verdwijnt Ellies vader. Gelukkig vindt ze hem en kan ze ervoor zorgen dat het feest toch doorgaat, met de hulp van Dan. Dat is trouwens niet het enige dat hij die dag voor haar doet...
6 After the happy ending

Ellie en Dan zijn een hele tijd gelukkig samen, maar toch heeft Ellie het gevoel dat er iets ontbreekt. Magda vertelt haar dat ze hem tot haar eigen supermodel moet kneden, maar deze pogingen mislukken. Zou Dan dan toch niet de jongen zijn voor haar? Mark en Anna hebben nieuws: een nieuwe uitbreiding van de familie...
7 Cuckoo in the nest

Nu Ellie en Dan niet meer samen zijn, zet ze haar zinnen op het helpen van de zwangere Anna. Magda vindt dat Ellie een nieuw vriendje nodig heeft en stelt de jongen van de dierenwinkel voor. Maar wanneer ze samen naar de winkel gaan, blijken ze alle drie voor de jongen te vallen. Er ontstaat een competitie tussen de drie vriendinnen, tot Ellie iets ontdekt dat de hele wedstrijd zinloos maakt...
8 Does my face look fat?

Ellie ontdekt dat Dan een nieuwe vriendin heeft die eruitziet als een topmodel, en plots voelt ze zich dik. Zij en Magda gaan naar het zwembad, waar Ellie traint en Magda flirt met een, zo blijkt achteraf, wel heel foute jongen. Intussen doet Nadine mee aan een wedstrijd voor een videoclip van haar favoriete band, waar ze eigenlijk te jong is...
9 Girls get even

Magda en Nadine voelen zich allebei een beetje depri, Magda door het voorval met de jongen in het zwembad en Nadine door haar betrapping tijdens de wedstrijd. Ze besluiten beide wraak te nemen. Wanneer Ellie de nieuwe vriendin van Dan ontmoet, blijkt die heel gemeen te zijn, waarop Ellie besluit haar vriendinnen te volgen en ook wraak te nemen.
10 Girls out late

Magda heeft een date met Greg, Nadine krijgt een brief van een geheime aanbidder en Ellie... blijft alleen achter. Tot ze Russell ontmoet en het ware geluk lijkt gevonden te hebben, maar dat gaat natuurlijk ook niet vanzelf.
11 Two's company

Ellie is dolverliefd. Eindelijk heeft ze een echt vriendje! Ze loopt zo met haar hoofd in de wolken dat ze geen oog meer heeft voor haar vriendinnen en familie, en die lijden eronder. Pas als Anna in het ziekenhuis landt, dringt tot Ellie door hoe egoïstisch ze geweest is.
12 The secret diary of Ellie Allard

Ellie is zo nieuwsgierig dat ze het niet kan laten even in Russells dagboek te kijken. Ze ontdekt dat hij ook haar dagboek heeft gelezen. Intussen wordt Magda verliefd op een leraar.
13 Girls in trouble

Probleem: een girls-night-out met Magda en Nadine valt samen met een schoolbal van Russell. Ellie weet niet wat te kiezen en liegt uiteindelijk tegen Russell. Als hij uiteindelijk achter de waarheid komt is hij niet blij. De drie meiden raken in de problemen, maar de avond eindigt mooi met een grote verrassing...